# أوجيت
الأوجيت (Augite) صخر شائع من معادن السيليكات يعمل البنية الكيميائية (Ca,Na)(Mg,Fe,Al,Ti)(Si,Al)2O6 ونظامه البلوري هو نظام أحادي الميل وموشوري.

## الخصائص

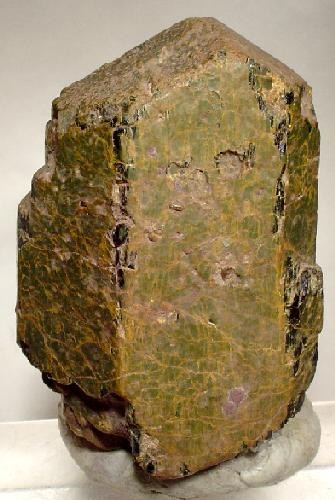
بلورة أوجيت من جبل تيد

يعد محلول صلب

## اماكن وجوده
لانه معدن قاتم من صخر ناري  يكون في المناطق هذه